# Cryptoheros cutteri
Cryptoheros cutteri är en fiskart som först beskrevs av Fowler 1932.  Cryptoheros cutteri ingår i släktet Cryptoheros och familjen Cichlidae. Inga underarter finns listade i Catalogue of Life.